# Sonja Sahlberg
Sonja Ida Gunborg Sahlberg, född Volander, född 5 maj 1902 i Katarina församling, Stockholm och död 17 juli 1968 i Göteborg, var en svensk kompositör, pianist och kapellmästare.
1928 gifte hon sig med Rudolf Sahlberg, som var kapellmästare på stumfilmsbiografen Röda Kvarn i Stockholm. I och med det blev hon aktiv inom filmen. 1929 kom filmen Säg det i toner där Sahlbergs "Varje liten tanke" kom med. Året efter kom filmen När rosorna slår ut där Sahlberg hade komponerat titelvalsen. Det blev en av det årets stora skivsuccéer med 100 000 sålda exemplar.
1939 hade Sahlberg drabbats av en svår reumatisk sjukdom och hon slutade då med musiken.

## Filmmusik
- 1929 – Säg det i toner (melodi: Varje liten tanke)
- 1930 – När rosorna slå ut
- 1932 – Modärna fruar (melodi: Aj, aj, aj, du!)
- 1932 – Kärlek och kassabrist (melodi: Om alla vackra drömmar vore sanna)
- 1933 – Vad veta väl männen (melodi: En sommarnatt)
- 2011 – Jussi i våra hjärtan (meldoi: Aj, aj, aj, du!)

## Verk
Lista över kompositioner av Sonja Sahlberg.

### Sång och piano
- Om alla vackra drömmar vore sanna med text av Gösta Stevens. Utgiven på 1900-talet av Verlag Bruno Lithonius, Riga.[4]

- Varje liten tanke med text av Nils-Georg. Utgiven 1929 på Nils-Georgs Musikförlag.[5]

- När rosorna slår ut (vals) med text av Nils-Georg. Utgiven 1930 på Nils-Georgs Musikförlag.[6]

- Stilla, vita, vinternatt (vals) med text av Nils-Georg. Utgiven 1930 på Nils-Georgs Musikförlag.[7]

- Luciavalsen (Nyckeln till ditt hjärta) med text av Nils-Georg. Utgiven 1930 på Nils-Georgs Musikförlag.[8]

- Godnatt Lillebarn med text av Nils-Georg. Utgiven 1931 på Nils-Georgs Musikförlag.[9]

- Stockholm valsar och ler (karnevalsvals) med text av Nils-Georg. Utgiven 1932 på Nils-Georgs Musikförlag.[10]

- Förlåt mej! med text av Nils-Georg. Utgiven 1932 på Nils-Georgs Musikförlag.[11]

- Aj, aj, aj du! "Varje man kan en gång falla för en kvinnas heta blick" med text av Gösta Stevens. Utgiven 1932  i häftet Varje litet ord av kärlek på Nils-Georgs Musikförlag.[12]

- En sommarnatt med text av Åke Söderblom. Utgiven 1933 på Edition Sylvain.[13]